# Relační teorie sociálních nerovností
Relační teorie sociálních nerovností je teorie francouzského sociologa Pierra Bourdieu, v níž tvrdí, že vkus a estetika mohou za sociální nerovnosti ve společnosti; tedy nezáleží na statusu ve společnosti, ale záleží na estetické predispozici, kterou děti získávají ve velmi nízkém věku a tato predispozice děti vede k jejich správné sociální pozici a k chování, které je pro ně přirozené. Zároveň je též vede k averzi k odlišnému chování, než je jejich vlastní.

## Charakteristika teorie
Bourdieu se ve své teorii snaží ukázat, že estetický soud není přirozený ani individuální u každého člověka, nýbrž je vytvořený na základě výchovy a třídního zařazení. Tato estetická predispozice je silně založena na prvních letech života dítěte, kde je ovlivňován sociálním původem. To znamená, že člověk, který se narodil do vyšší vrstvy, vstřebával toto estetické cítění během výuky, nebo z prostředí, které ho obklopovalo doma, například od rodičů a přátel. Dítě je vychováno v duchu, že tato schopnost je individuální. Právě třídní vrstva je kombinací sociálního, ekonomického a kulturního kapitálu. Proto Bourdieu tvrdí, že tyto atributy jsou základem pro rozdělení společnosti. To znamená, že kdo nemá estetické cítění, je rovnou brán za něco méněcenného než člověk, který ho má.
Ve své knize Odlišení (La Distinction. Critique sociale du jugement, 1979) se Bourdieu snažil o rozvinutí sociologické teorie vkusu a stylu života. Tato kniha je založená na francouzských průzkumech, pojednává o vlastním lidu, a tedy o tom, jaké jsou jejich estetické volby a rozhodnutí. Bourdieu věřil, že právě vkus a životní styl jednotlivých lidí je to, co společnost rozděluje do sociálních tříd. Podle něj „dominantní třída představuje relativně autonomní prostor, jehož struktura je definovaná rozdělením ekonomického a kulturního kapitálu mezi svými příslušníky.“ Ti, kteří nemají dostatek sociálního, ekonomického nebo kulturního kapitálu, jsou protějškem k dominantní třídě, například umělec a na druhé straně měšťáci, kteří v jeho díle nenaleznou zalíbení.
Kulturní kapitál je jedním z rozhodujících faktorů při fragmentaci společnosti. Například volnočasové aktivity, se kterými se můžeme setkat v každodenním životě, rozdělují společnost do několika skupin. Pod kulturní kapitál lze zařadit konkrétně návštěvu muzea, kina nebo výstavu v galerii. Lidé, co takto svůj volný čas netráví, upřednostňují jiné aktivity, pozbývají kulturního ducha. Tímto dělením vzniká boj mezi elitou a běžným lidem neboli střední vrstvou, která elitu nazývá snoby.
V jednotlivých skupinách/třídách mezi sebou lidé vytvářejí vztahy. Podle Bourdieuho estetické cítění není vrozené, je to něco, co člověk získává a čemu se učí již od útlého věku. Velkou roli tedy hraje to, do jaké rodiny se dítě narodí a jak je vychováváno. Každý den se pro něco rozhodujeme, tyto rozhodnutí z nás dělají to, kým jsme a kam ve společnosti patříme. Bourdieu po tom ve svém životě neustále navazoval na stejné téma a publikoval další práce o kulturních praktikách například Fotografie: Obyčejné umění a Láska k umění: Evropská umělecká muzea a jejich návštěvníci.